# Martin Kaut
Martin Kaut (né le 2 octobre 1999 à Brno en République tchèque) est un joueur tchèque de hockey sur glace. Il évolue au poste d'ailier droit.

## Biographie

### Carrière en club
En 2016-2017, il débute en senior avec le HC Pardubice dans l'Extraliga. Il est choisi au premier tour, en seizième position par l'Avalanche du Colorado lors du repêchage d'entrée dans la LNH 2018. En 2018, il part en Amérique du Nord et est assigné aux Eagles du Colorado club ferme de l'Avalanche dans la Ligue américaine de hockey. Il joue son premier match dans la Ligue nationale de hockey avec l'Avalanche le 19 février 2019 face aux Islanders de New York. Lors de son deuxième match face aux Ducks d'Anaheim le 21 février 2019, il enregistre sa première assistance dans la LNH. Le 26 février 2019, il marque son premier but dans la LNH face aux Sabres de Buffalo.

### Carrière internationale
Il représente la Tchéquie en sélection jeunes.

## Statistiques

### En club
| Saison     | Équipe                | Ligue         |    | Saison régulière | Saison régulière | Saison régulière | Saison régulière | Saison régulière |   | Séries éliminatoires | Séries éliminatoires | Séries éliminatoires | Séries éliminatoires | Séries éliminatoires |
| Saison     | Équipe                | Ligue         | PJ | B                | A                | Pts              | Pun              | PJ               | B | A                    | Pts                  | Pun                  |                      |                      |
| 2016-2017  | HC Pardubice U20      | Extraliga U20 | 22 | 4                | 12               | 16               | 24               | -                | - | -                    | -                    | -                    |                      |                      |
| 2016-2017  | HC Pardubice          | Extraliga     | 26 | 0                | 1                | 1                | 6                | -                | - | -                    | -                    | -                    |                      |                      |
| 2017-2018  | HC Pardubice          | Extraliga     | 38 | 9                | 7                | 16               | 14               | 7                | 3 | 2                    | 5                    | 4                    |                      |                      |
| 2018-2019  | Eagles du Colorado    | LAH           | 63 | 12               | 14               | 26               | 34               | 4                | 2 | 0                    | 2                    | 4                    |                      |                      |
| 2019-2020  | Eagles du Colorado    | LAH           | 34 | 5                | 13               | 18               | 33               | -                | - | -                    | -                    | -                    |                      |                      |
| 2019-2020  | Avalanche du Colorado | LNH           | 9  | 2                | 1                | 3                | 2                | -                | - | -                    | -                    | -                    |                      |                      |
| 2020-2021  | Avalanche du Colorado | LNH           | 5  | 0                | 0                | 0                | 4                | -                | - | -                    | -                    | -                    |                      |                      |
| 2020-2021  | MODO Hockey           | SHL           | 8  | 3                | 2                | 5                | 6                | -                | - | -                    | -                    | -                    |                      |                      |
| 2020-2021  | Eagles du Colorado    | LAH           | 20 | 6                | 10               | 16               | 10               | -                | - | -                    | -                    | -                    |                      |                      |
| 2021-2022  | Avalanche du Colorado | LNH           | 6  | 0                | 0                | 0                | 0                | -                | - | -                    | -                    | -                    |                      |                      |
| 2021-2022  | Eagles du Colorado    | LAH           | 46 | 19               | 12               | 31               | 26               | 9                | 1 | 4                    | 5                    | 6                    |                      |                      |
| 2022-2023  | Eagles du Colorado    | LAH           | 10 | 5                | 3                | 8                | 0                | -                | - | -                    | -                    | -                    |                      |                      |
| 2022-2023  | Avalanche du Colorado | LNH           | 27 | 1                | 2                | 3                | 4                | -                | - | -                    | -                    | -                    |                      |                      |
| 2022-2023  | Barracuda de San José | LAH           | 19 | 3                | 11               | 14               | 8                | -                | - | -                    | -                    | -                    |                      |                      |
| 2022-2023  | Sharks de San José    | LNH           | 9  | 3                | 2                | 5                | 0                | -                | - | -                    | -                    | -                    |                      |                      |
| Totaux LNH | Totaux LNH            | Totaux LNH    | 56 | 6                | 5                | 11               | 10               | -                | - | -                    | -                    | -                    |                      |                      |

### En équipe nationale
| Année | Équipe                 | Compétition                  |   | PJ | B | A | Pts | Pun           |  | Résultat |
| 2015  | République tchèque U17 | Défi mondial -17 ans         | 5 | 1  | 1 | 2 | 4   | 6e place      |  |          |
| 2016  | République tchèque U18 | Ivan Hlinka -18 ans          | 5 | 1  | 3 | 4 | 6   | Médaille d'or |  |          |
| 2017  | République tchèque U18 | Championnat du monde -18 ans | 5 | 1  | 1 | 2 | 16  | 7e place      |  |          |
| 2018  | République tchèque U20 | Championnat du monde junior  | 7 | 2  | 5 | 7 | 6   | 4e place      |  |          |
| 2019  | République tchèque U20 | Championnat du monde junior  | 5 | 3  | 1 | 4 | 14  | 7e place      |  |          |